# Marcellus Emants
Marcellus Emants (Voorburg, Holanda Meridional (Países Bajos), 12 de agosto de 1848 – Baden (Suiza), 14 de octubre de 1923) fue un escritor neerlandés, uno de los pocos exponentes del naturalismo en la literatura de los Países Bajos y precursor de los llamados Tachtigers ('Generación de 1880'). Su novela más conocida es Een nagelaten bekentenis (Una confesión póstuma), publicada en 1894.

## Biografía
Marcellus Emants nació el 12 de agosto de 1848 en familia de magistrados de La  Haya (1818-1870). Su padre era el juez Guilliam Balthasar Emants y su madre Anna Elisabeth Petronella Verwey Mejan (1824-1908).Aunque obtiene buenos resultados, tiene mayor predilección por las artes. Inicialmente, le cuesta elegir entre la música (violonchelo), el dibujo, el teatro y la literatura. Elude el ambiente estudiantil de Leiden y funda con unos amigos de La Haya el círculo literario Quatuor, en cuya revista se publican sus primeros escritos.
La muerte de su padre le proporciona independencia económica. Interrumpe su carrera universitaria y comienza a viajar. En los Alpes descubre que se siente mucho mejor que en las tierras bajas, y a partir de entonces viajará a las montañas todos los años. En Spar en hulst (Abeto y acebo), la sucesora de Quatuor, escribirá en 1872 un ensayo titulado Bergkristal van Oberammergau (Cristal de roca de Oberammergau), sobre la escenificación de la pasión de Cristo que allí había presenciado, a raíz de su asombro por la atención que el espectáculo atrae. Continúa viajando y desarrolla el género del "relato de viaje que es mucho más que un relato de viaje" (Conrad Busken Huet).
Emants se mantiene al margen de la corriente de los Tachtigers. Si bien comparte su visión de la autonomía del arte, no le atrae la exuberancia de su lenguaje. "Siempre he querido que, al leer un libro, me percatara lo menos posible de las palabras." Así y todo, Willem Kloos lo llama "el Juan Bautista de la literatura moderna".
Emants mantiene un estilo sobrio que acompaña un contenido pesimista razonado a partir de su idealismo. Sus ejemplos son Émile Zola, Hippolyte Taine e Iván Turguénev. Con los dos últimos entabla un intercambio epistolar.
Durante la Primera Guerra Mundial se siente encerrado en los Países Bajos. Al concluir el conflicto bélico, comienza a preparar su mudanza a Suiza. El 2 de marzo de 1920 abandona definitivamente La Haya. En Suiza reside alternativamente en hoteles, balnearios y sanatorios. Poco después de su llegada al país sufre de herpes, seguido de varios ataques cerebrovasculares. Fallece en el Grand Hôtel de Baden y el 20 de octubre de 1923 es sepultado en La Haya.